# Dirty Dawgs
Palmarès
1 fois Champions par équipe de Raw
1 fois Champions par équipe de SmackDown
Dirty Dawgs est une ancienne équipe de catcheurs Face composée de Dolph Ziggler et Robert Roode. Ils travaillaient à la World Wrestling Entertainment, dans la division Raw.

## Histoire du groupe

### World Wrestling Entertainment (2019-2023)

#### Formation de l'équipe, champions par équipe deRawet Draft àSmackDown(2019-2020)
Le 26 août à Raw, les deux hommes forment une nouvelle équipe et, ensemble, remportent le 8-Man Tag Team Turmoil Match en battant successivement le duo du Lucha House Party (Lince Dorado et Gran Metalik), les Revival, Zack Ryder et Curt Hawkins, ainsi qu'Heavy Machinery (Otis et Tucker), devenant ainsi les nouveaux aspirants n°1 pour les titres par équipe de Raw à Clash of Champions. Le 15 septembre à Clash of Champions, ils deviennent les nouveaux champions par équipe de Raw en battant Seth Rollins et Braun Strowman.
Le 14 octobre à Raw, ils perdent face aux Viking Raiders (Erik et Ivar), ne conservant pas leurs titres. Plus tard dans la soirée, ils sont annoncés être transférés à SmackDown par Stephanie McMahon. Le 15 décembre à TLC, accompagné des Revival, Dolph Ziggler permet à King Corbin de battre Roman Reigns dans un TLC Match.
Le 26 janvier 2020 au Royal Rumble, ils entrent dans le Royal Rumble masculin en 4e et 19e positions, mais se font respectivement éliminer par Brock Lesnar et Roman Reigns. Le 8 mars à Elimination Chamber, ils ne remportent pas les titres par équipe de SmackDown, battus par John Morrison et The Miz dans un Elimination Chamber Match, qui inclut également les Usos, le New Day, Heavy Machinery et Lucha House Party.

#### Retour àRaw(2020)
Le 22 juin à Raw, ils sont transférés au show rouge,  à la suite de l'échange avec AJ Styles qui rejoignit SmackDown.[réf. nécessaire]
Le 19 juillet à Extreme Rules, Dolph Ziggler ne remporte pas le titre de la WWE, battu par Drew McIntyre. Le 28 septembre à Raw, Robert Roode effectue son retour au show rouge. Il répond au défi ouvert de Drew McIntyre pour le titre de la WWE, mais ne le remporte pas, battu par ce dernier.

#### Retour àSmackDownet champions par équipe deSmackDown(2020-2021)
Le 12 octobre à Raw, ils sont annoncés être transférés au show bleu par Stephanie McMahon. Après cette annonce, ils ne remportent pas les titres par équipe de Raw, battus par le New Day. Le 22 novembre lors du pré-show aux Survivor Series, ils ne remportent pas la Dual Brant Battle Royal, battus par le Miz.
Le 8 janvier 2021 à SmackDown, ils deviennent les nouveaux champions par équipe de SmackDown en battant les Street Profits,. Le 31 janvier au Royal Rumble, Dolph Ziggler entre dans le Royal Rumble masculin en 6e position, élimine Jeff Hardy, avant d'être lui-même éliminé par Kane. 
Le 9 avril à SmackDown special WrestleMania, les deux hommes conservent leurs titres en battant Alpha Acedemy (Chad Gable et Otis) , Los Mysterios (Dominik Mysterio et Rey Mysterio) et les Street Profits dans un Fatal 4-Way Tag Team Match. Le 16 mai à WrestleMania Backlash, ils perdent face à Los Mysterios (Dominik Mysterio et Rey Mysterio), ne conservant pas leurs titres.

#### Retour àRaw, capture du titre de laNXTet fin de l'équipe (2021-2023)
Le 5 octobre, ils sont annoncés être officiellement transférés au show rouge. Le 21 novembre aux Survivor Series, ils ne remportent pas la Dual Brand Battle Royal, gagnée par Omos.
Le 29 janvier 2022 au Royal Rumble, ils entrent respectivement dans le Royal Rumble masculin en 4e et 16e positions, mais se font éliminer par AJ Styles et Bad Bunny. Le 8 mars à NXT, Dolph Ziggler devient le nouveau champion de la NXT en battant Bron Breakker et Tommaso Ciampa dans un Triple Threat Match, remportant le titre pour la première fois de sa carrière.
Le 2 avril à NXT TakeOver: Stand & Deliver, The ShowOff conserve son titre en battant Bron Breakker. Deux soirs plus tard à Raw, Dolph Ziggler perd face à ce même adversaire, ne conservant pas son titre. Le 6 juin à Raw, ils effectuent leur retour ensemble, en tant que Face, et sont interviewés par Kevin Patrick, mais sont interrompus par MVP, sur lequel Dolph Ziggler porte son Superkick.
Le 21 septembre 2023, Dolph Ziggler est renvoyé par la WWE, provoquant ainsi la dissolution de l'équipe.

## Palmarès
- World Wrestling Entertainment
  - 1 fois Champions par équipe de Raw
  - 1 fois Champions par équipe de SmackDown

## Classement des magazines

### Dolph Ziggler
- Wrestling Observer Newsletter
  - Catcheur qui s'est le mieux amélioré de l'année en 2011
  - Catcheur étant le plus sous-estimé de l'année en 2011

- Pro Wrestling Illustrated

| Année | 2005 | 2006 | 2007 | 2008 | 2009 | 2010 | 2011 | 2012 | 2013 | 2014 | 2015 | 2016 | 2017 | 2018 | 2019 |
| ----- | ---- | ---- | ---- | ---- | ---- | ---- | ---- | ---- | ---- | ---- | ---- | ---- | ---- | ---- | ---- |
| Rang  | 500  | 134  | 250  | 189  | 113  | 50   | 17   | 16   | 9    | 54   | 12   | 36   | 32   | 50   | 46   |

### Robert Roode
- Pro Wrestling Illustrated
  - Équipe de l'année en 2008 et 2011 - avec James Storm

| Année | 2002 | 2003 | 2004 | 2005 | 2006 | 2007 | 2008 | 2009 | 2010 | 2011 | 2012 | 2013 | 2014 | 2015 | 2016 | 2017 | 2018 | 2019 |
| ----- | ---- | ---- | ---- | ---- | ---- | ---- | ---- | ---- | ---- | ---- | ---- | ---- | ---- | ---- | ---- | ---- | ---- | ---- |
| Rang  | 199  | 198  | 163  | 55   | 165  | 71   | 38   | 55   | 51   | 30   | 2    | 24   | 36   | 22   | 70   | 9    | 22   | 51   |